# Грош, Эдит
Эдит Грош (англ. Edith Grosz; 9 августа 1919, Филадельфия — 14 февраля 2011, Амстердам) — американско-нидерландская пианистка и музыкальный педагог. Сестра Б. М. Гросса.
Родилась в еврейской семье с венгерскими и чехословацкими корнями. Окончила Джульярдскую школу, ученица Ольги Самарофф и Эдуарда Штойермана. Выйдя замуж за скрипача Изидора Латейнера, на протяжении многих лет концертировала в дуэте с ним. В 1963 г. супруги обосновались в Нидерландах, основав популярную серию камерных концертов (её третьим участником стал виолончелист Годфрид Хогевен). Несколько десятилетий преподавала в амстердамской Консерватории Свелинка, среди её учеников, в частности, Кес Виринга. Была также известна как хозяйка кофейни Brasserie Rondo, традиционного места встречи амстердамских музыкантов.
Среди записей Грош наиболее известны две виолончельные сонаты Юлиуса Рёнтгена (с Г. Хогевеном).